# Azolla mexicana
Azolla mexicana là một loài dương xỉ trong họ Salviniaceae. Loài này được C. Presl mô tả khoa học đầu tiên năm 1845.